# 11 Karpacka Dywizja Piechoty Armii Krajowej
11 Karpacka Dywizja Piechoty AK – jedna z dywizji piechoty w strukturze organizacyjnej Armii Krajowej.
Zgodnie z założeniami planu „Burza” wyrażonymi w rozkazie z września 1942, oddziały partyzanckie miały zostać odtworzone na podstawie Ordre de Bataille Wojska Polskiego sprzed 1 września 1939.
Do sukcesów oddziałów 11 KDP AK należy zaliczyć:
- wyzwolenie Kałusza i Sambora
- zabezpieczenie urządzeń technicznych i szybów naftowych w okolicach Drohobycza i Borysławia.

W wielu miejscach współdziałano z Armią Czerwoną.

## Struktura organizacyjna
11 Karpacka Dywizja Piechoty AK dzieliła się na 3 zgrupowania pułkowe:
- 48 Pułk Piechoty AK w rejonie Stanisławów oraz Łukowiec Wiszniowski i Łukowiec Żurowski
- 49 Pułk Piechoty AK w rejonie Nadworna – Bitkowa
- 53 Pułk Piechoty AK w rejonie Daszawa, Stryj i Stebnik

Oddziały w ramach akcji „Burza” działały między 14 lipca (początek ofensywy 1 Frontu Ukraińskiego Armii Czerwonej) a 26 lipca, gdy teren przedwojennego województwa stanisławowskiego znalazł się za linią frontu.